# Ellierode (Hardegsen)
Ellierode is een plaats in de Duitse gemeente Hardegsen, deelstaat Nedersaksen, en telt 460 inwoners.

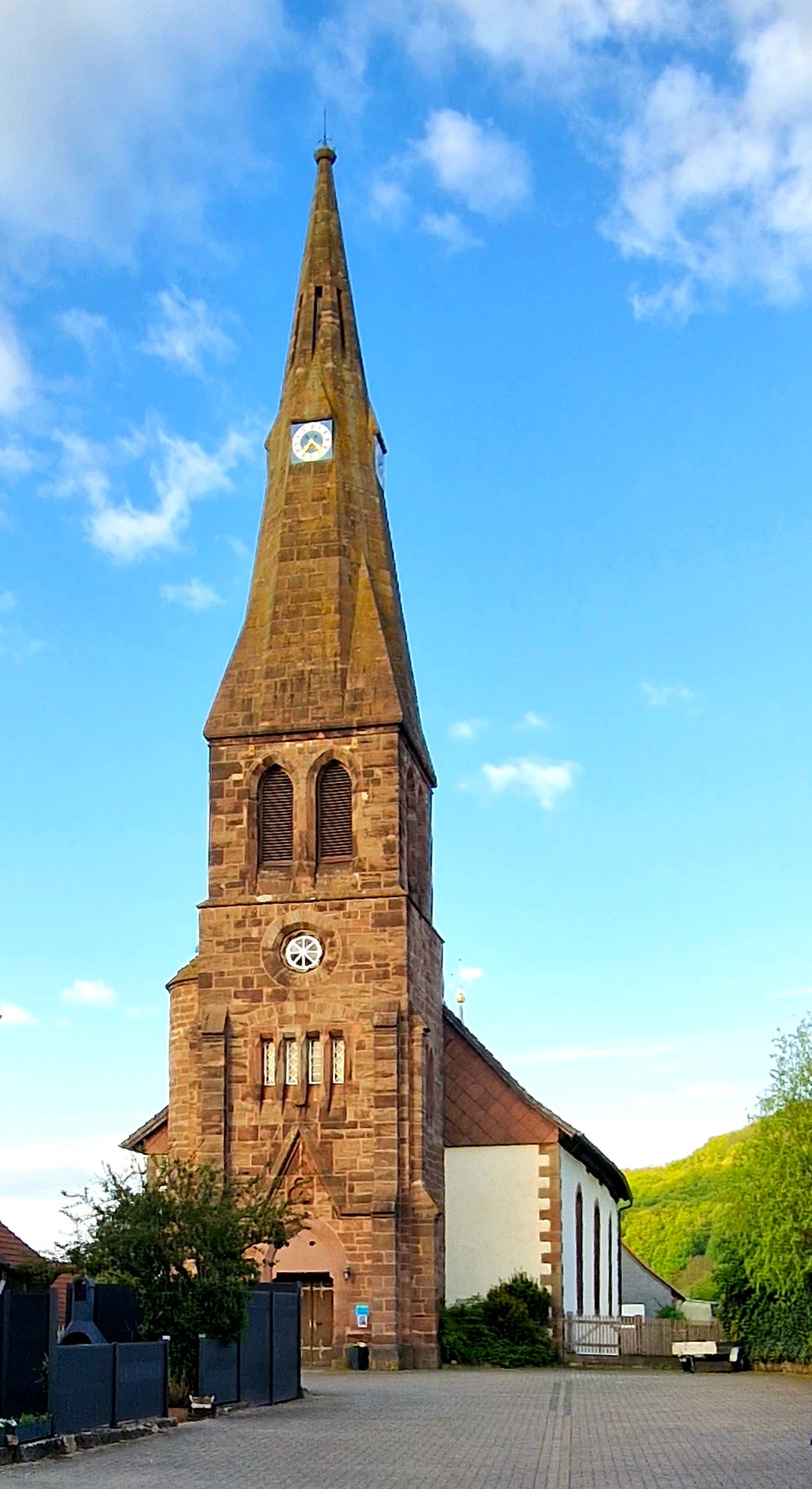
Kerk St. Johannes, Ellierode, Hardegsen